# هيليستر
هيليستر (Helhestr) هو (حصان العالم السفلي "أو" حصان ألهة العالم السفلي) هو، في الفولكلور الدنماركي وشليسفيغ، حصان ثلاثي الأرجل مرتبط بعالم الموتى هيلهايم وكذلك بالألهة الإسكندنافية في هذا العالم، والتي تحمل أيضًا اسم هيل. هذا الحصان، ذكره جاكوب جريم في دراسته للأساطير التيوتونية، طوال القرن التاسع عشر، ووفقا للاعتقاد السائد في ذلك الوقت، هو حصان شبح. يمكن أن يكون أيضًا شبح حصان مدفون حيًا تحت المقابر يتبع تقليدًا قديمًا، بحيث يعود لإرشاد الموتى.